# Adschman

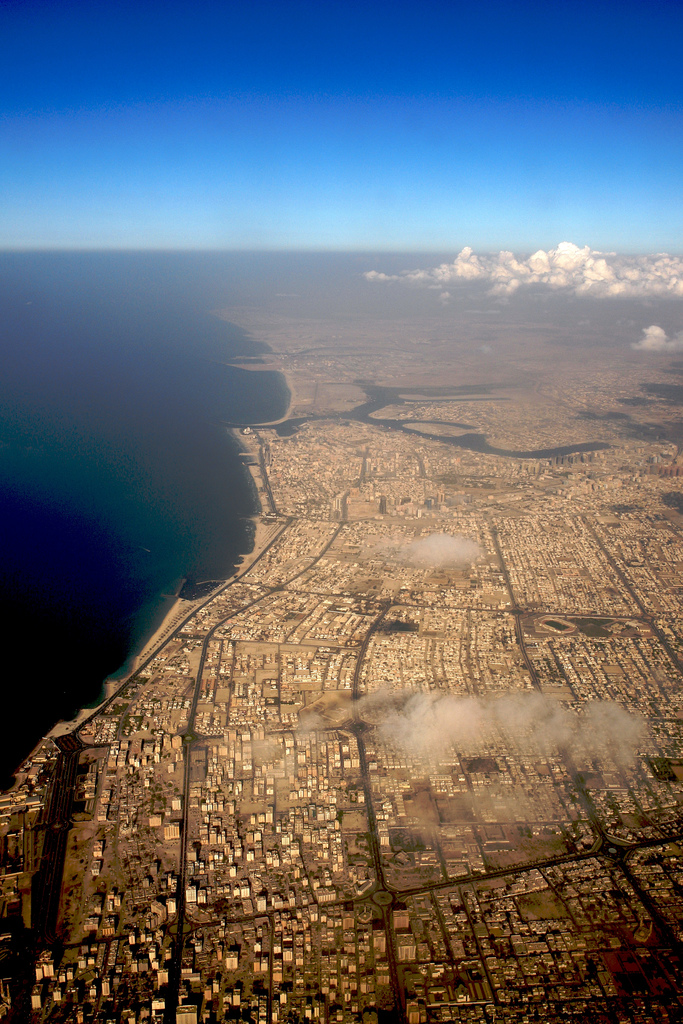
Luftansicht von Adschman

Adschman (arabisch عجمان, DMG ʿAǧmān; manchmal auch Ajman, Adjman, Ujmân und anders geschrieben) ist die Hauptstadt des Emirats Adschman, des flächenmäßig kleinsten der sieben Emirate, die zusammen die Vereinigten Arabischen Emirate bilden. Adschman liegt unmittelbar nördlich von Schardscha und nur rund 22 Kilometer nordöstlich von Dubai.

## Lage und Einwohner
Die Hauptstadt des kleinen Emirats ist identisch mit dem größten Teilgebiet, das sich über 16 Kilometer an der Golfküste entlangzieht. Es umfasst 148 Quadratkilometer meist flacher Sandböden. Das Gebiet ist landseitig vollständig vom Emirat Schardscha umschlossen. 
In der aufstrebenden Stadt leben rund 95 Prozent aller Emiratseinwohner – das mit noch steigender Tendenz, weil durch einige touristische Urbanisationen ein Zuwachs eingeplant und gewünscht ist. 
Die direkte Nähe zur Stadt Schardscha und die eingeschränkten Ausdehnungsmöglichkeiten ins Hinterland führten über die Jahre zu einem weitgehenden baulichen Zusammenwachsen mit dem größeren Nachbaremirat.

## Stadtgliederung
Das Stadtgebiet wird zu statistischen Zwecken in 6 Sektoren (City Center, Northern, Middle, Southern, Eastern, Zorah) und weiter in 41 Distrikte gegliedert.

## Sehenswürdigkeiten
In Adschman ist das Fort der damaligen Herrscher erhalten geblieben. Es beherbergt ein kleines Museum, das die Lebensumstände der Bevölkerung vor dem Auffinden der Ölvorräte darstellt.

## Bauvorhaben
Auch Adschman setzt auf den Tourismus, obwohl hier mit nur 16 Kilometern Küstenlänge, von denen bereits zwei Kilometer mit Hafenanlagen belegt sind, noch weniger natürliche Voraussetzungen vorhanden sind als in den benachbarten Emiraten. So ist man auf die Idee gekommen, anders als in Dubai mit seinen Landaufschüttungen in die offene See, zu weiterem Küstenland durch Ausbaggern von Kanälen und Lagunen ins unbebaute Land hinein zu kommen.

## Partnerschaften
Seit 2005 ist Adschman Kooperationspartner von Erlangen.

## Persönlichkeiten
- Humaid bin Raschid Al Nuaimi III. (* 1931), Emir und Herrscher des Emirates Adschman
- Khalfan Mubarak (* 1995), Fußballspieler